# Абрамович, Роман Аркадьевич
Рома́н Арка́дьевич Абрамо́вич (род. 24 октября 1966[…], Саратов, РСФСР, СССР) — российский олигарх, миллиардер, израильский и португальский предприниматель. Самый богатый гражданин Португалии.
Был близок к окружению первого президента России Бориса Ельцина (так называемой «семье»). Губернатор Чукотского автономного округа (2001—2008), председатель Думы Чукотского автономного округа (2008—2013).
По версии журнала «Forbes», в 2021 году состояние Абрамовича составляло 14,5 млрд долларов США; в рейтинге богатейших бизнесменов России занимал 12-е место, в аналогичном рейтинге богатейших жителей Великобритании за 2019 год — 9-е место.
Израильская газета «The Jerusalem Post» в сентябре 2021 года называла Абрамовича «мегафилантропом» и «сторонником еврейской культуры во всём мире», также отмечая его финансовую поддержку борьбы с антисемитизмом; в 2018 году сообщалось, что за 20 лет на нужды еврейских общин по всему миру Абрамович потратил около 500 млн долларов.
С 2018 года — гражданин Израиля, также с апреля 2021 года имеет гражданство Португалии (в начале 2022 года получение этого гражданства стало предметом расследования правоохранительных органов страны).
С 10 марта 2022 года в связи со вторжением России на Украину находится под санкциями Великобритании как лицо, «тесно связанное с Кремлём», с 15 марта — под санкциями Европейского союза как «российский олигарх, имеющий давние и близкие связи с Владимиром Путиным». Также находится под санкциями со стороны Канады, Австралии, Швейцарии, Новой Зеландии и Украины.

## Происхождение, детство и юность
Мать — Ирина Васильевна Абрамович (до брака Михайленко) была преподавателем музыки. Умерла, когда Роману исполнился 1 год. Отец — Аарон (Аркадий) Нахманович Абрамович (1937—1969), работал в Совнархозе Коми.
В первые дни Великой Отечественной войны бабушка Романа, Фаина Борисовна Грутман, бежала в Саратов. Ирине тогда было три года.
Родители отца Романа, Нахман Лейбович и Тойбе (Татьяна) Степановна Абрамович, были белорусскими евреями. После Октябрьской революции (1917 г.) переехали в независимую Литву, в город Таураге. По-литовски их фамилия была записана как «Абрамавичюс».
После присоединения в августе 1940 года Литвы к СССР власти провели в середине июня 1941 года депортацию из Литвы «антисоветского, уголовного и социально опасного элемента» и членов их семей «в отдалённые местности Советского Союза». Дед и бабушка Абрамовича были высланы и разлучены. Отца, мать и детей: Лейба, Абрама и Арона (Аркадия), — везли в разных автомобилях. Многие ссыльные погибли в лагерях. Среди них был и дед Абрамовича. Нахман Лейбович умер в 1942 году в лагере НКВД в посёлке Решёты Красноярского края.
Взятый на воспитание в семью дяди Лейба Абрамовича Роман провёл значительную часть своей юности в городе Ухте (Коми АССР), где дядя работал начальником управления рабочего снабжения «Печорлеса» при «КомилесУРСе». Роман учился по 2-й класс в школе № 2.
В 1974 году переехал в Москву к своему второму дяде — Абраму Абрамовичу. В 1983 году окончил московскую среднюю школу № 232 (ныне ГБОУ г. Москвы «Школа № 2054»). В 1983 году поступил в Ухтинский индустриальный институт (УИИ) на лесотехнический факультет. Не отличался тягой к учёбе, но обладал отличными организаторскими способностями, несмотря на то, что оказался самым младшим по возрасту в группе. Одним из его однокурсников был Андрей Державин.
Со второго курса был без отсрочки призван на военную службу, которую прошёл в 1984—1986 годах рядовым автовзвода 51-го арсенала ГРАУ (бывшая в/ч № 11785, ныне №  55443-44) в посёлке Барсово Киржачского района Владимирской области.  В декабре 2009 года Татьяна Юмашева утверждала, ссылаясь на слова, сказанные ей самим Абрамовичем, что тот поделил лес, который им надо было вырубать (как дембельский аккорд перед увольнением в запас) на равные квадраты, которые продал крестьянам соседней деревни под вырубку дров, а вырученные деньги (которых «было много») поделил с сослуживцами.
Сведений об окончании Абрамовичем УИИ нет.

## Биография

### Обзор
Начал трудовую биографию как рабочий: в 1987—1989 годах — механик СУ-122 треста «Мосспецмонтаж».
В конце 1980-х приобрёл кооператив «Уют»; официальной деятельностью «Уюта» было производство игрушек из полимерных материалов. Партнёры Абрамовича по «Уюту» Евгений Швидлер и Валерий Ойф впоследствии составили управляющее звено «Сибнефти». 
В начале 1990-х годов учредил фирмы АО «Меконг», ИЧП «Фирма „Супертехнология-Шишмарев“», АОЗТ «Элита», АОЗТ «Петролтранс», АОЗТ «ГИД», «НПР» и многие другие.
В конце 1980-х — начале 1990-х занимался малым бизнесом (производство, затем — посреднические и торговые операции), впоследствии переключившись на нефтетрейдерскую деятельность. Позднее сблизился с Борисом Березовским и семьёй российского президента Бориса Ельцина. Предложил Березовскому объединить производителя сырой нефти с нефтеперерабатывающим заводом в компанию «Сибнефть», которая была учреждена президентским указом в августе 1995 года. Новый крупный нефтяной концерн был продан Абрамовичу на серии аукционов, 90 % было оценено на сумму почти в 240 млн долларов, хотя у предпринимателя было лишь 18,8 млн долларов собственного капитала. В последующем судебном процессе с Борисом Березовским в Лондоне сделка была названа «коррупционной» и оплачивала лоббизм Березовского.
В 1991—1993 гг. Абрамович возглавлял малое предприятие «АВК», занимавшееся коммерческой и посреднической деятельностью, в том числе перепродажей нефтепродуктов. В 1992 году следствие вынесло постановление о заключении его под стражу ввиду подозрения хищения Абрамовичем 55 цистерн с дизельным топливом с государственного Ухтинского нефтеперерабатывающего завода стоимостью примерно 4 млн рублей (уголовное дело № 79067 московской городской прокуратуры).
Именно в начале 1995 года 28-летний Абрамович вместе с Борисом Березовским приступают к осуществлению совместного проекта по созданию единой вертикально-интегрированной нефтяной компании на базе «Ноябрьскнефтегаза» и Омского НПЗ, входивших на то время в состав «Роснефти». Виктор Городилов поддерживал эту идею инвестировать в компанию 35,5 млн долларов. Гарантом снова выступил банк «СБС-Агро». ЗАО «Рифайн-Ойл» было учреждено с равными долями компаниями «Сервет» и «Ойл Импекс» (обе учреждены Романом Абрамовичем).
Счётная палата, проводившая позднее проверку приватизации «Сибнефти», признала её крайне неэффективной и нецелесообразной.
В июне 1996 года Роман Абрамович вошёл в состав совета директоров АО «Ноябрьскнефтегаз», а также возглавил московское представительство «Сибнефти». В сентябре 1996 года он был избран акционерами в совет директоров «Сибнефти».
Проведённый Генеральной прокуратурой компьютерный анализ заключённых сделок показал, что Роман Абрамович участвовал в спекуляциях на рынке ГКО (что стало одной из причин дефолта 1998 г.).
В ноябре 1998 года в СМИ появляется первое упоминание об Абрамовиче (при этом долгое время отсутствовали даже его фотографии) — уволенный руководитель Службы безопасности президента Александр Коржаков назвал его казначеем ближайшего окружения президента Ельцина (так называемой «семьи»). Достоянием общественности стала информация о том, что Абрамович оплачивает расходы дочери президента Татьяны Дьяченко и главы администрации президента Валентина Юмашева (впоследствии её супруга), занимался финансированием предвыборной кампании Ельцина в 1996 году, лоббирует правительственные назначения.
В декабре 1999 года Абрамович становится владельцем состояния в 1,3 млрд $.
В 1999 году стал депутатом Государственной думы III созыва по Чукотскому одномандатному избирательному округу № 223. Именно на Чукотке были зарегистрированы аффилированные с «Сибнефтью» фирмы, через которые осуществлялся сбыт её нефти и нефтепродуктов.
В Госдуме не вошёл ни в одну из фракций. С февраля 2000 года — член комитета Госдумы по проблемам Севера и Дальнего Востока.
В декабре 2000 года покинул Госдуму в связи с избранием на пост губернатора Чукотского автономного округа. Согласно сообщениям СМИ, вложил немалые собственные средства в развитие региона и повышение уровня жизни местного населения.
В октябре 2001 года становится официально известно о создании акционерами «Сибнефти» инвестиционной компании Millhouse Capital, зарегистрированной в Лондоне и получившей в управление все их активы. Председателем совета директоров Millhouse становится президент «Сибнефти» Евгений Швидлер.
С 27 сентября 2002 по 24 мая 2003 — член президиума Государственного совета Российской Федерации.
В декабре 2002 года «Сибнефть» совместно с ТНК приобретают на аукционе 74,95 % акций российско-белорусской компании «Славнефть» (ранее «Сибнефть» выкупила у Беларуси ещё 10 % акций) и впоследствии делят между собой её активы.
В июне 2003 года Абрамович купил находившийся на грани разорения английский футбольный клуб «Челси», выплатил его долги и укомплектовал команду дорогими футболистами, что широко освещалось в СМИ в Британии и в России, где его обвиняли в том, что он вкладывает российские деньги в иностранный спорт, хотя в преддверии этого, по некоторым данным, Абрамович пытался купить футбольный клуб России ЦСКА, но сделка не осуществилась. Сумма, потраченная бизнесменом на покупку английского клуба, составила примерно 140 млн фунтов стерлингов. 19 мая 2012 года «Челси» впервые в своей истории выиграл Лигу чемпионов УЕФА, обыграв в финальном матче мюнхенскую «Баварию» в серии пенальти.
Начиная со второй половины 2003 года компания «Сибнефть» подвергалась проверкам Генпрокуратуры и налоговой инспекции в отношении законности приобретения в декабре 1995 года пакета акций ряда компаний — «Ноябрьскнефтегазгеофизики», «Ноябрьскнефтегаза», Омского НПЗ и «Омскнефтепродукта», а в марте 2004 года Министерство по налогам и сборам предъявило «Сибнефти» налоговые претензии за 2000—2001 годы в размере около одного миллиарда долларов. Позднее стало известно, что размеры налоговой задолженности были снижены налоговыми органами более чем втрое, а сама задолженность уже возвращена в бюджет.
В 2003 году произошла ещё одна попытка слияния «Сибнефти» и компании ЮКОС, которая сорвалась по инициативе Абрамовича после ареста Михаила Ходорковского и предъявления ЮКОСу многомиллиардных налоговых претензий. Фактически перебрался на жительство в Великобританию. Несколько раз пытался уйти с губернаторского поста, но каждый раз после встречи с президентом России Владимиром Путиным был вынужден от своего намерения отказаться.
В течение 2003—2005 Абрамович продал свои пакеты акций «Аэрофлота», «Русского алюминия» (25 % за 1,9 млрд долл. перешли к Олегу Дерипаске), «Иркутскэнерго», Красноярской ГЭС, «РусПромАвто». Также в октябре 2005 года продал свой пакет акций (75,7 %) компании «Сибнефть» «Газпрому» за 13,1 млрд $.
16 октября 2005 года президент представил кандидатуру Абрамовича к повторному назначению на губернаторский пост; 21 октября того же года дума Чукотского автономного округа утвердила его в должности.
3 июля 2008 года президент Дмитрий Медведев досрочно прекратил полномочия Абрамовича как губернатора с формулировкой «по собственному желанию».
13 июля 2008 года депутаты Думы Чукотского автономного округа попросили Романа Абрамовича стать депутатом и возглавить окружную думу и 12 октября на дополнительных выборах, набрав 96,99 % голосов, стал депутатом Чукотской думы. 22 октября избран на пост председателя думы Чукотского автономного округа, кандидатуру Абрамовича депутаты думы поддержали единогласно.
Весной 2018 года, после ужесточения требований Великобритании к чистоте средств, дающих право на получение визы инвестора, у Абрамовича возникли проблемы с въездом в эту страну. В мае 2018 года сообщалось, что Абрамович, который в Великобритании до того не имел разрешения на постоянное проживание, обладая в налоговом отношении статусом не-домициля (non-dom status), что позволяет такому лицу ограничиться уплатой налога на доходы, возникшие в Великобритании, и на доходы, ввозимые (ремитированные) в Великобританию, отозвал заявку на получение британской визы инвестора. Тогда же стало известно о его намерении стать гражданином Израиля, в связи с чем сообщалось о его значительных инвестициях в местные компании, а также то, что, согласно данным Федерации еврейских общин России, за 20 лет на нужды еврейских общин по всему миру Абрамович потратил около 500 млн долл. В конце мая Абрамович прибыл в аэропорт Бен-Гурион, где получил израильские удостоверение личности, удостоверение репатрианта, а также, согласно некоторым сведениям, и израильский паспорт, после чего покинул Израиль. По данным СМИ, Абрамович стал самым богатым гражданином Израиля. В связи с получением Абрамовичем израильского гражданства британское правительство разъяснило, что гражданство Израиля даёт право на шестимесячное безвизовое пребывание в Великобритании без права работать и вести предпринимательскую деятельность. Одновременно футбольный клуб «Челси» объявил о приостановке проекта по созданию нового стадиона, что в сообщении клуба объяснялось «неблагоприятным инвестиционным климатом».

### Бизнес-партнёрство с Борисом Березовским
Согласно двум различным источникам, Абрамович впервые встретился с Березовским либо на встрече российских бизнесменов на Карибах в 1993 году, либо летом 1995 года на яхте своего друга Петра Авена. Березовский представил Абрамовича «семье» — близкому окружению Президента РФ Бориса Ельцина, в который входили его дочь Татьяна Дьяченко и главный советник по безопасности Александр Коржаков.
Вместе с Березовским Абрамович основал офшорную компанию, зарегистрированную в Гибралтаре, Runicom Ltd. и пять дочерних компаний в Западной Европе. Абрамович возглавил московский филиал швейцарской фирмы Runicom S.A. В августе 1995 года по указу президента Бориса Ельцина была создана «Сибнефть». Ходили слухи, что Абрамович был руководителем организации, а Березовский продвигал интересы бизнеса в высших кругах власти.
В январе — мае 1998 года состоялась первая неудачная попытка создания объединённой компании «Юкси» на базе слияния «Сибнефти» и «ЮКОСа», завершению которой помешали амбиции собственников.

### Приобретение «Сибнефти» и алюминиевые войны
В 1995 году Абрамович и Березовский приобрели контрольный пакет акций нефтяной компании «Сибнефть». Филиалы Абрамовича, а также филиалы Березовского приобрели «Сибнефть» за 100,3 млн долларов США (на тот момент компания стоила 2,7 млрд долларов США). По состоянию на 2000 год «Сибнефть» добывала ежегодно нефть на сумму около 3 миллиардов долларов США.
Абрамович основал несколько подставных фирм и вместе со своим другом Борисом Березовским использовал их для приобретения акций «Сибнефти». В результате магнату удалось заплатить за компанию в 25 раз меньше рыночной цены. Купленная на общую сумму 200 миллионов долларов, «Сибнефть» стоила в семьдесят пять раз дороже. The New York Times утверждала, что Абрамовичу помогал Бадри Патаркацишвили. Это приобретение было произведено в рамках программы «Спорные кредиты в обмен на акции», инициированной президентом РФ Борисом Ельциным.
После «Сибнефти» следующей целью Абрамовича стала алюминиевая промышленность. После приватизации предприятий отрасли «алюминиевые войны» привели к убийствам руководителей металлургических заводов, торговцев металлами и журналистов. Абрамович стал известен как победитель алюминиевых войн. Позже в ходе расследования Би-би-си о богатстве Абрамовича репортёр Джон Суини отметил, что после того, как Абрамович оказался на вершине алюминиевой промышленности, убийства прекратились.

### Конфликты на деловой почве
- Роман Абрамович — Шалва Чигиринский (конфликт в отношении собственности на совместное предприятие «Сибнефть-Югра»[54]).
- Роман Абрамович — Борис Березовский (конфликт в отношении сделок, в ходе которых к Абрамовичу перешла собственность на пакеты акций ОРТ, «Аэрофлота» и др.[55][56][57]
- Роман Абрамович — владельцы НК ЮКОС (конфликт в отношении урегулирования неудавшейся сделки по слиянию компаний ЮКОС и «Сибнефть»).

### Вторжение России на Украину

#### До вторжения
6 января 2023 года газета The Guardian опубликовала статью, в которой утверждается, что в начале февраля, за три недели до начала вторжения, Абрамович переписал активы на общую сумму в 4 млрд долларов США, включая недвижимость, суперъяхты, частные самолёты и вертолёты, на своих детей.

#### Санкции
10 марта 2022 года британское правительство внесло Абрамовича в число семи «богатейших и влиятельнейших олигархов России» в список лиц, подвергнутых санкциям, пояснив включение Абрамовича в санкционный список следующим образом: «Он один из немногих олигархов из эпохи 1990-х годов, сохранивших статус при Путине. Никто из наших союзников ещё не ввёл санкции против Абрамовича».
10 марта 2022 года Канада добавила его в свой санкционный список «близких соратников режима» за «соучастие в выборе президента Путина вторгнуться в мирную и суверенную страну».
14 марта 2022 года попал под австралийские санкции как человек, который «накопил огромное личное богатство и имеет экономическое и стратегическое значение для России, в том числе в результате связей с президентом России Владимиром Путиным».
15 марта 2022 года санкции против него были введены и Европейским союзом:

Роман Абрамович — российский олигарх, имеющий давние и тесные связи с Владимиром Путиным. Он имел привилегированный доступ к президенту и поддерживал с ним очень хорошие отношения. Эта связь с российским лидером помогла ему сохранить свое значительное состояние. Он является крупным акционером металлургической группы «Евраз», которая является одним из крупнейших налогоплательщиков России.— «Официальный журнал Европейского союза», Брюссель, 15 марта 2022 года
16 марта 2022 года Швейцария опубликовала свой санкционный список, полностью соответствующий санкциям ЕС, включающий себя Абрамовича.
5 апреля 2022 года Новая Зеландия ввела против него санкции из-за тесной связи с Владимиром Путиным.
19 октября 2022 года Владимир Зеленский подписал два указа, вводящие персональные санкции против 256 российских бизнесменов. Среди них оказался Абрамович как «прокремлевский олигарх», являясь единственным человеком из списка, ограничения против которого заработают только после обмена всех украинских пленных и тел погибших во время российского вторжения на Украину.

#### Участие в переговорах
28 марта 2022 года ряд СМИ заявил, что у Абрамовича и украинских переговорщиков были выявлены признаки отравления после переговоров в начале марта.
29 марта 2022 года принимал участие в переговорах Украины и России как назначенный Россией переговорщик, но не входил в официальную делегацию.

#### Участие в обмене пленными
23 сентября 2022 года предоставил попавшим в плен при обороне Мариуполя и впоследствии обменянным британским добровольцам, один из которых уже несколько лет как служил в ВСУ, воевавшим на стороне Украины, частный самолёт для перелёта в Саудовскую Аравию, а также лично на борту самолёта подарил им смартфоны. 4 декабря 2022 года один из британцев, Шон Пиннер, заявил, что намерен вернуться на Украину воевать на стороне Украины.

## Состояние
В списке богатейших людей Великобритании, по версии газеты The Sunday Times (апрель 2007 года), занимал второе место; состояние оценивалось в 10,8 млрд фунтов стерлингов. До развода со второй женой Ириной (2007) на банковских счетах Романа Абрамовича, по данным News of the World, было около 8 млрд фунтов стерлингов.
Согласно ежегодному рейтингу богатейших людей мира, опубликованному журналом Forbes в марте 2009 года, предприниматель занял 51-е место в списке миллиардеров со всего мира, а также занял вторую строчку в списке российских миллиардеров с капиталом в 8,5 млрд долларов США после Михаила Прохорова; в апреле 2008 года — в 29,5 млрд $.
По данным The Sunday Times, в январе 2009 года, согласно консервативной оценке, состояние Абрамовича сократилось в результате финансового кризиса на 3 млрд фунтов стерлингов — до 8,7 млрд.
В 2010 году, обладая личным состоянием 11,2 млрд долларов США, занимал 5-ю строчку в списке 100 богатейших бизнесменов России по версии журнала «Форбс». В 2011 году, с состоянием 13,4 млрд долл., занял 9 место в списке 200 богатейших бизнесменов России по версии журнала «Форбс». По итогам 2012 года Абрамович находился на 9-й строчке рейтинга миллиардеров России с оценкой состояния в 12,1 млрд долларов США. По итогам 2022 года его состояние уменьшилось до 8,6 млрд долларов США.

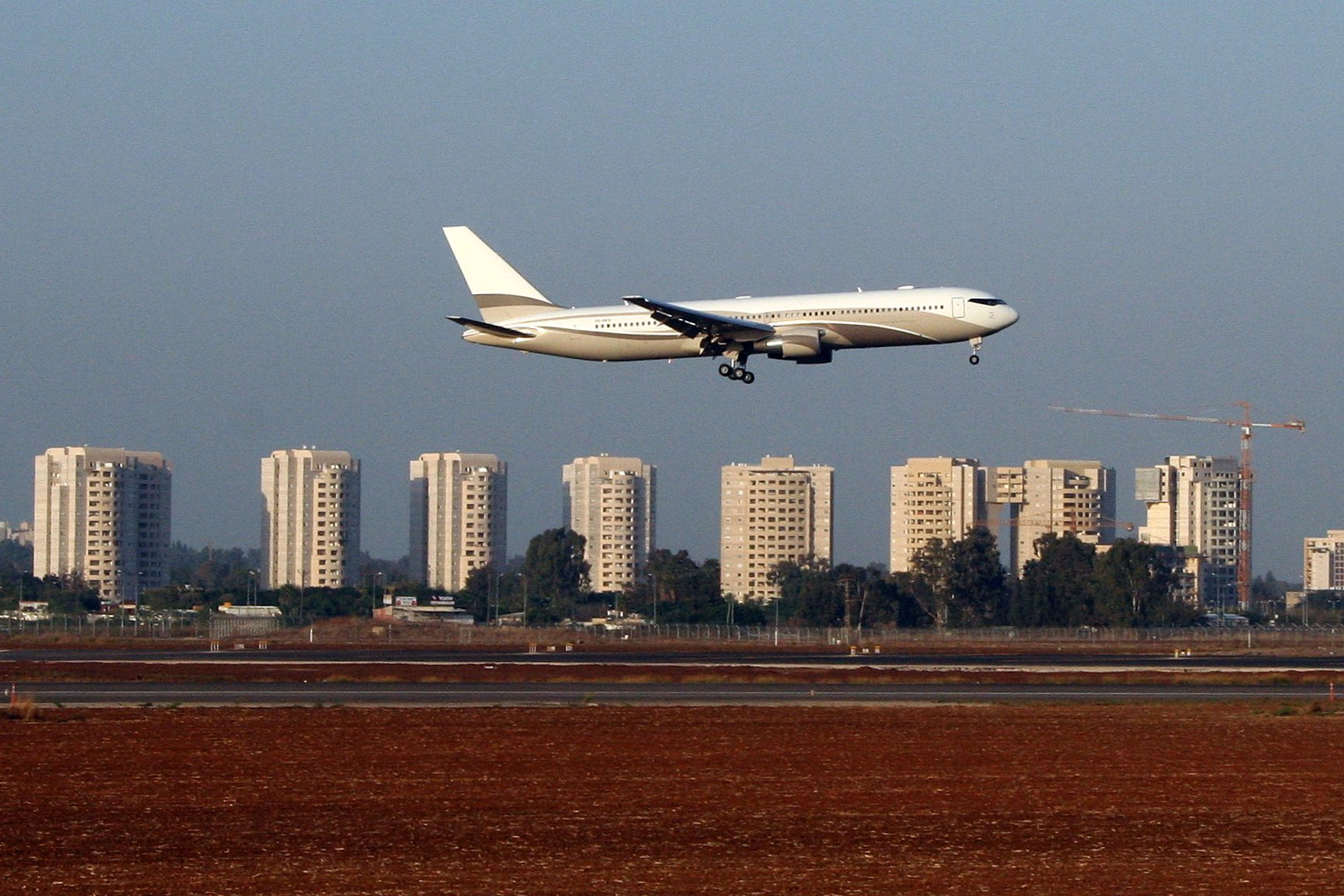
Самолёт Абрамовича Boeing 767, садится в Аэропорту имени Давида Бен-Гуриона в Тель-Авиве, Израиль

По данным на 2009 год, Абрамович являлся владельцем:
- виллы стоимостью 28 миллионов £ в Западном Сассексе,
- пентхауса за 29 миллионов £ в Кенсингтоне,
- дома за 15 миллионов £ во Франции,
- 5-этажного особняка в Белгравии за 11 миллионов £,
- шестиэтажного коттеджа за 18 миллионов £ в Найтсбридже,
- дома за 40 миллионов £ в Сан-Тропе,
- дачи в Подмосковье за 8 миллионов £.

В его собственности также находились:
- яхта Ecstasea, с бассейном и турецкой баней (77 миллионов £),
- яхта Le Grand Bleu[англ.] за 60 миллионов £ с вертолётной площадкой,
- яхта Eclipse.
- мини-подлодка, способная погружаться на глубину до 50 м[79].
- авиапарк состоит из Боинг 767 за 56 миллионов £, Боинг бизнес-класса за 28 миллионов £ и двух вертолётов по 35 миллионов £ каждый[80].

Как утверждают британские эксперты, Абрамович не платит британские налоги, предусмотренные для британских налоговых резидентов, так как имеет особый non-domicile status.
По сведениям The Daily Telegraph от 8 августа 2007, переоформил свою британскую недвижимость с карибских офшорных компаний на своё имя.
| Показатель         | 2003 | 2004 | 2005 | 2006 | 2007 | 2008 | 2009 | 2010 | 2011 | 2012 | 2013 | 2014 | 2015 | 2016 | 2017 | 2018 | 2019 | 2020 | 2021 | 2022 | 2023 | 2024 |
| Состояние (млрд $) | 5,7  | 10,6 | 13,3 | 18,2 | 18,7 | 23,5 | 8,5  | 11,2 | 13,4 | 12,1 | 10,2 | 9,1  | 9,1  | 7,6  | 9,1  | 10,8 | 12,4 | 11,3 | 14,5 | 6,9  | 9,2  | 9,7  |
| Место (в мире)     | 49   | 25   | 21   | 11   | 16   | 15   | 51   | 50   | 53   | 68   | 68   | 137  | 137  | 151  | 139  | 140  | 107  | 113  | 142  | 351  | 142  | 237  |
| Место (в России)   | 2    | 2    | 1    | 1    | 1    | 3    | 4    | 5    | 9    | 9    | 13   | 14   | 12   | 13   | 12   | 11   | 10   | 10   | 12   | 17   | 19   | 16   |

По данным на 2011 год, непосредственно на имя Абрамовича были записаны 2 дома в Великобритании, 2 дома в Колорадо (США), 2 дома на карибском острове Сент-Бартс (Заморские территории Франции) и дом во Франции.
В 2019 году, по версии Forbes, его состояние увеличилось на 1,7 млрд $ и составляло 12,4 млрд $. Он поднялся на 10-е место в рейтинге богатейших бизнесменов России.
Летом 2020 года Абрамович продал золотодобытчика Highland Gold Владиславу Свиблову.
В мае 2021 года Абрамович оказался на восьмой строчке в рейтинге самых богатых бизнесменов Великобритании по версии The Sunday Times. Его состояние оценивается в 12,1 млрд фунтов (это порядка 17,16 миллиардов долларов). В российском рейтинге богатейших бизнесменов России, опубликованном в апреле 2021 года журналом Forbes, Роман Абрамович занимает 12-е место с состоянием 14,5 млрд долларов. За прошедший год его состояние выросло на 3,2 млрд долларов.
Наряду с Майклом Кадури и Яковом Сафрой, Абрамович является одним из главных благотворителей португальской еврейской общины и Бней-Брит Португалии. Также высоки были расходы Абрамовича на покупки португальских футболистов. Согласно рекордным отчётам, он потратил 165,1 миллиона евро в Португалии: 90,9 миллиона евро на игроков «Бенфики» и 74,2 миллиона на игроков «Порту».

### Личные средства передвижения

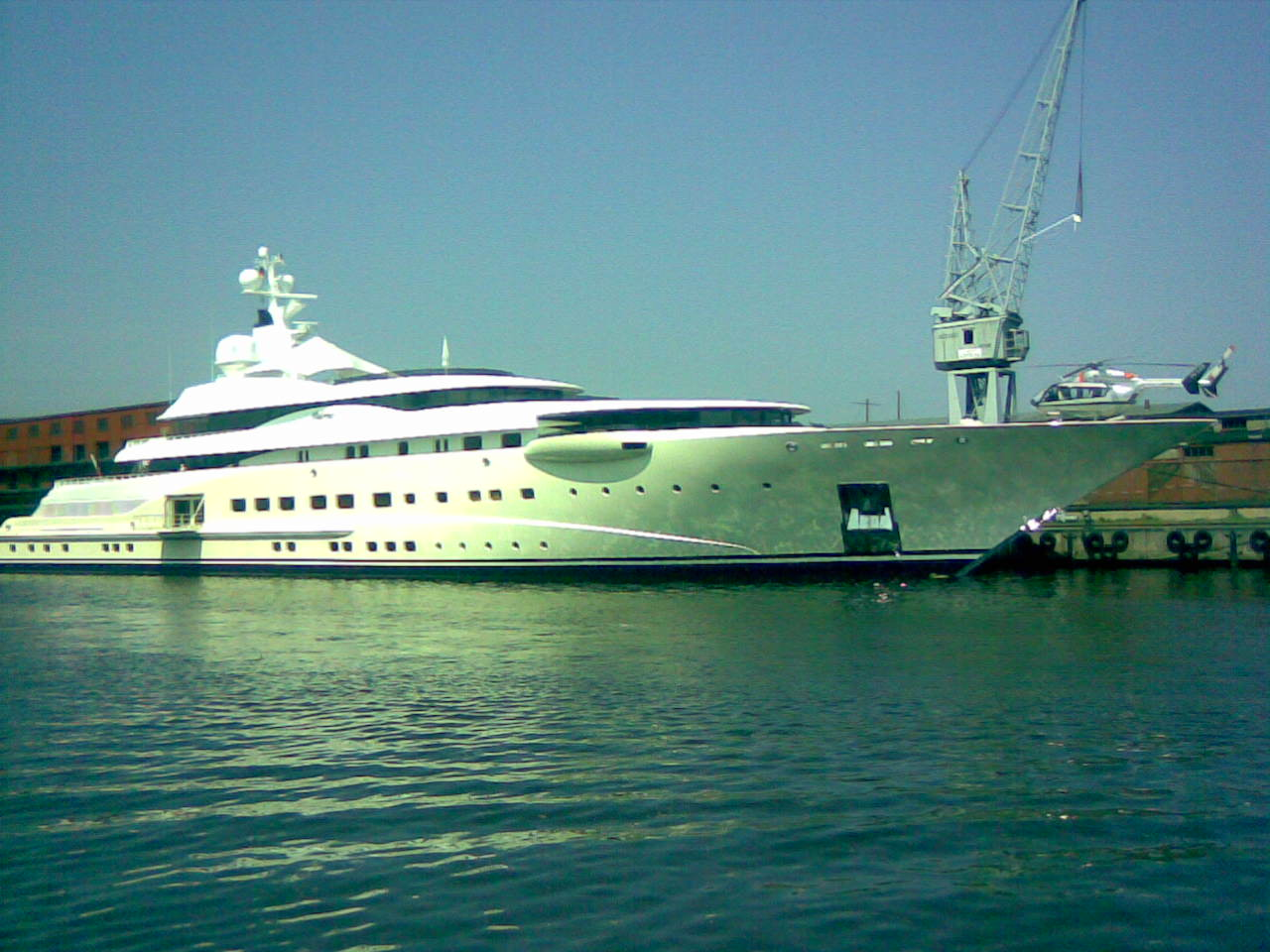
Яхта «Pelorus» в 2004 году после модернизации «Blohm & Voss»

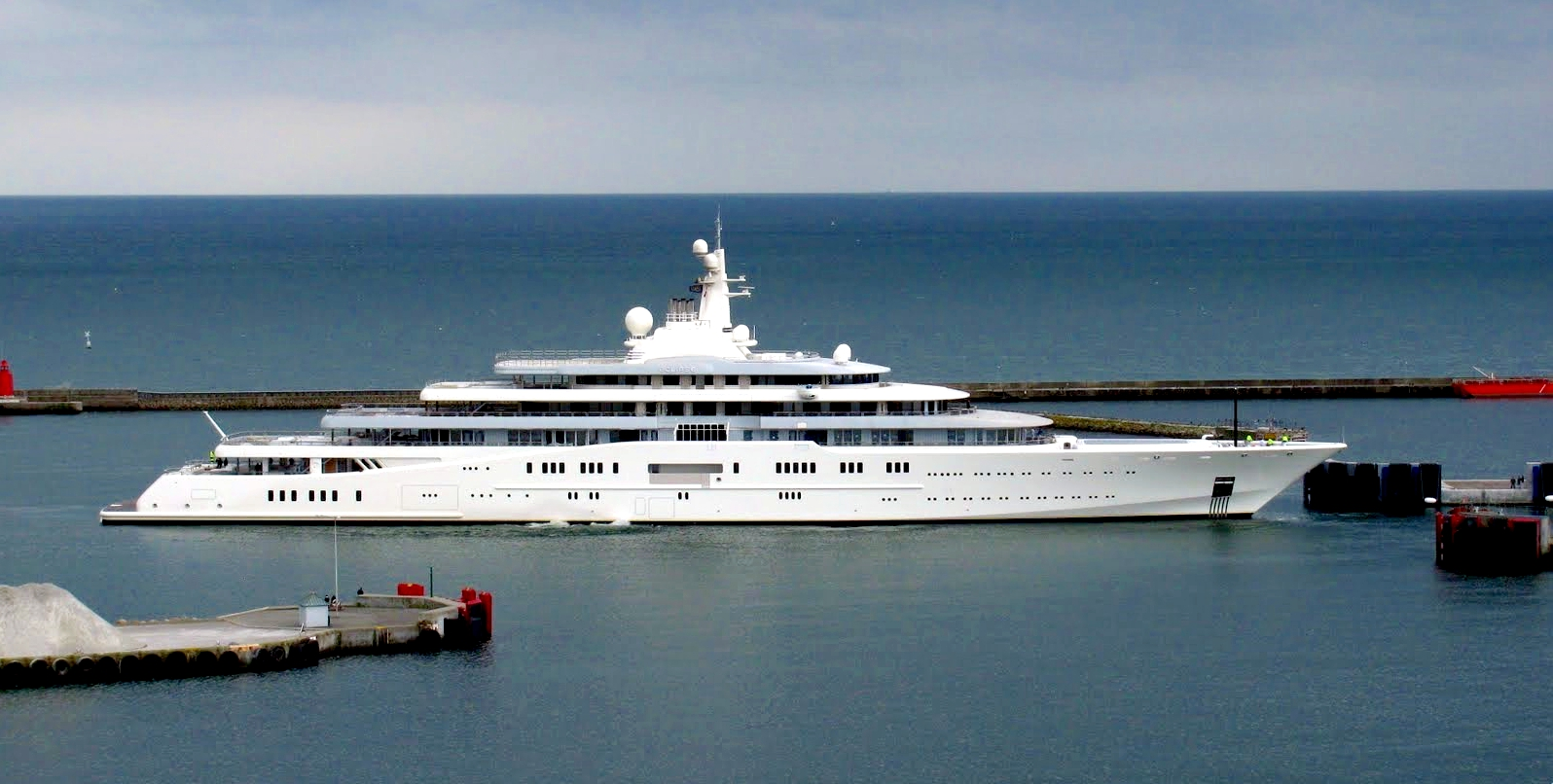
Яхта «Eclipse»

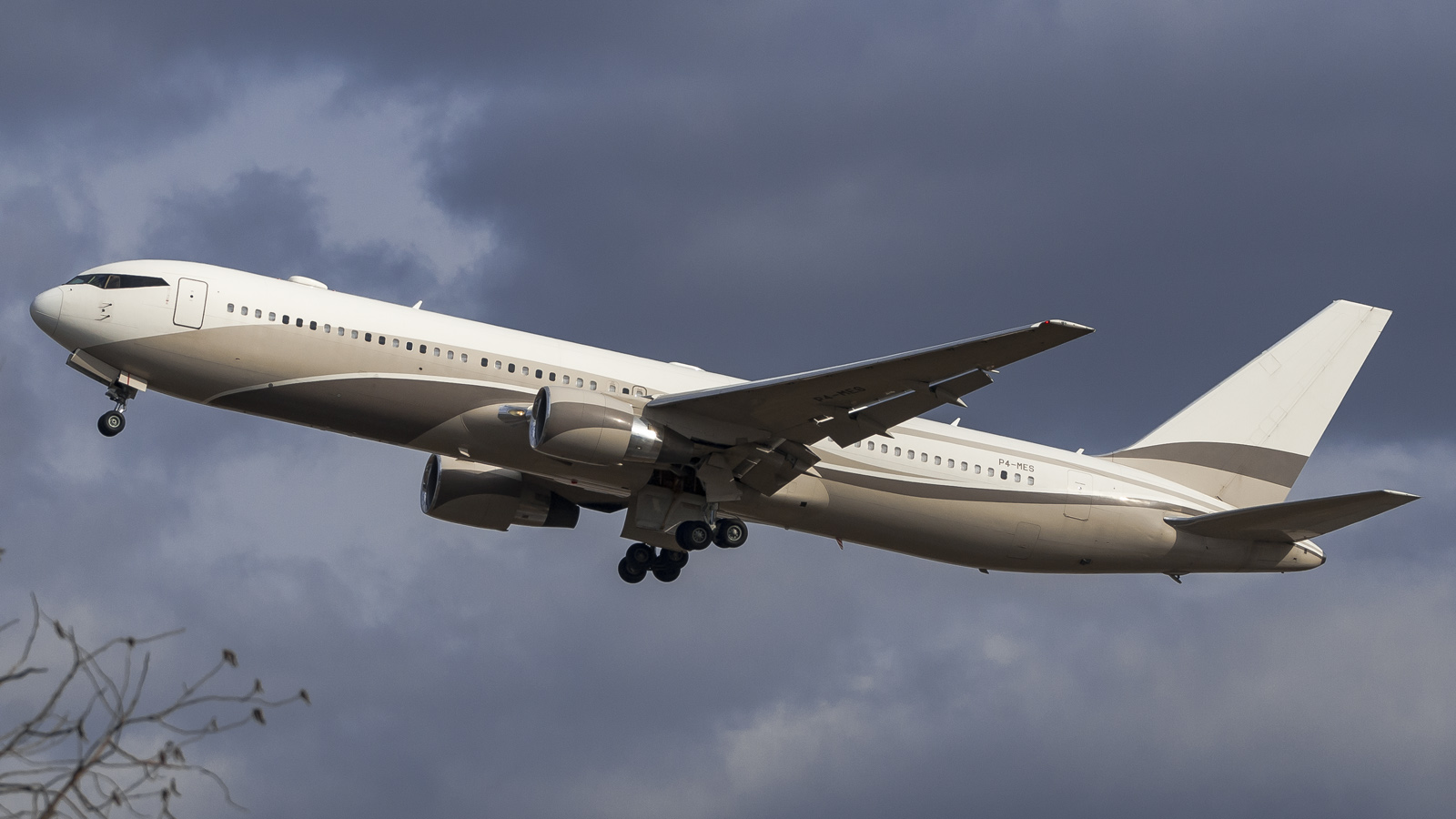
Boeing 767-33A(ER) «Бандит»

Абрамович владеет тремя яхтами люкс-класса. В западных СМИ их называют «Флотом Абрамовича» (англ. Abramovich Navy):
- яхта «Eclipse» (в переводе означает «Затмение»), достигает почти 170 метров в длину и занимает 3-е место в списке самых длинных моторных яхт в мире. Корпус судна сделан из пуленепробиваемой стали, окна — из бронированного стекла. На борту установлена немецкая система оповещения о ракетном нападении, имеются 2 вертолёта (с ангарами, как на боевом фрегате). Стоимость яхты — 340 млн евро.
- яхта «Luna» длиной 115 метров за 100 миллионов €, является самой крупной экспедиционной яхтой и призвана, в случае необходимости, заменять «Eclipse». Построена по заказу Абрамовича на верфях в Бремерхафене (Германия) в 2009 году[источник не указан 107 дней].
- яхта «Sussurro» длиной 50 метров, в настоящее время постоянно находится в Антибе и используется как судно сопровождения.
- мини-подлодка, способная погружаться на глубину до 50 метров[94].

Ранее Абрамович также владел тремя другими крупными яхтами — «Pelorus» (продал Дэвиду Гиффену за 300 млн $), «Le Grand Bleu» (подарена Евгению Швидлеру) и «Ecstasea» (продана неназванному покупателю в 2009 году).
Авиапарк состоит из:
- самолёта бизнес-класса Boeing 767-33A(ER) (бортовой номер P4-MES, зарегистрирован на Арубе) стоимостью 56 миллионов £, известного как «Бандит» из-за характерной окраски окон кабины пилотов с наружной стороны фюзеляжа. Первоначально самолёт был заказан Hawaiian Airlines, но заказ был отменён, Абрамович купил этот самолёт и переоборудовал по собственным требованиям. Борт P4-MES часто паркуется у здания «Harrods Aviation» в аэропорту Станстед, Великобритания;
- Boeing'а бизнес-класса за 28 миллионов £;
- трёх вертолётов Eurocopter по 35 миллионов £ каждый, обслуживающих принадлежащие ему яхты.

В 2004 году Абрамович купил два бронированных лимузина Maybach 62 стоимостью 1 млн фунтов стерлингов. Также владеет Ferrari FXX стоимостью 2,2 млн долл. (таких автомобилей произведено всего 30), Bugatti Veyron, Maserati MC12 Corsa, Ferrari 360 и модифицированным Porsche Carrera GT.
По состоянию на 2022 год вместе со своей семьёй контролировал в Великобритании имущество на сумму более 250 млн. £, насчитывающее около 70 домов, зданий и участков земли. Есть также связанные с ним трастовые фонды HF Trust (900 млн долл.) и FinCEN (304 млн долл.).

### Личная охрана
Согласно сведениям, обнародованным в 2007 году газетой The Sunday Times, личная охрана Абрамовича в Великобритании составляет около 20 специалистов по безопасности, аналогичное число сопровождает его в вояжах на его яхтах и зарубежных путешествиях.

### ФК «Челси»
В 2003 году Роман Абрамович стал владельцем футбольного клуба «Челси». Стоимость акций, приобретённых бизнесменом, составила почти 50 млн $.
Вскоре после вторжения России на Украину и объявленных в связи с этим санкций против российских олигархов Абрамович принял решение продать футбольный клуб.
Под руководством Абрамовича «Челси» за 19 лет пять раз становился чемпионом Англии, пять раз выигрывал кубок Англии, три раза выигрывал кубок лиги, два раза выигрывал суперкубок Англии, по два раза побеждал в лиге чемпионов и лиге Европы, один раз становился обладателем суперкубка УЕФА и один раз одержал победу в клубном чемпионате мира.

#### Достижения «Челси»
- Чемпион Англии (5): 2004/05, 2005/06, 2009/10, 2014/15, 2016/17
- Обладатель Кубка Англии (5): 2006/07, 2008/09, 2009/10, 2011/12, 2017/18
- Обладатель Кубка Футбольной лиги (3): 2004/05, 2006/07, 2014/15
- Обладатель Суперкубка Англии (2): 2005, 2009
- Победитель Лиги чемпионов УЕФА (2): 2011/12, 2020/21
- Победитель Лиги Европы УЕФА (2): 2012/13, 2018/19
- Обладатель Суперкубка УЕФА: 2021
- Победитель Клубного чемпионата мира: 2021

## Абрамович и российский спорт
Роман Абрамович стал одним из инициаторов приглашения голландского специалиста Гуса Хиддинка на пост главного тренера сборной России по футболу. Зарплату Хиддинку, как и второму тренеру сборной Игорю Корнееву, а также все расходы, связанные с их пребыванием в России (проживание, транспорт и так далее) оплачивал фонд «Национальная академия футбола», созданный Абрамовичем в 2004 году. Руководителем этого фонда является Сергей Капков, который ещё в 2001 году в возрасте 25 лет стал заместителем губернатора Чукотки по вопросам спорта и молодёжной политики. Фонд также спонсирует детские юношеские школы футбола.
Со своим фондом «Национальная академия футбола» Абрамович участвовал в реализации благотворительного проекта «Подарим детям стадион» — по его инициативе в нескольких городах были построены стадионы при детско-юношеских спортивных школах для тренировок детских команд.
В апреле 2012 года Роман Абрамович и губернатор Омской области Леонид Полежаев договорились о передаче на безвозмездной основе МСК «Арена Омск» в собственность Некоммерческого партнёрства "Спортивный клуб «Авангард». Ранее на безвозмездной основе в собственность НП "СК «Авангард» был передан Хоккейный центр «Авангард», построенный за счёт средств Романа Абрамовича.

## Абрамович и антисемитизм
В 2021 году Антидиффамационная лига на своём сайте сообщала:
«Произошедшее с владельцем футбольного клуба „Челси“ евреем Романом Абрамовичем за последние три недели ярко демонстрирует это явление. Абрамович неоднократно становился мишенью грубых антисемитских выпадов в Твиттере. Вот сообщения, оставленные некоторыми пользователями:

— Роман Абрамович еврей, перестаньте поддерживать „Челси“.

— Евреи действительно правят миром. С удивлением узнал, что Роман Абрамович — один из них.

— @премьер-лига. Продолжайте устраивать договорняки для еврея Абрамовича.

— [Главный тренер „Челси“ Томас] Тухель не получит поддержки летом. Он немец, а Абрамович — русский еврей.

— Я вам гарантирую, что [игрок „Челси“ Тимо] Вернер забил бы 30 голов в этом сезоне, если бы не знал, что Роман Абрамович еврей».
По данным Антидиффамационной лиги, «Абрамович является владельцем футбольного клуба „Челси“ на протяжении 18 лет. Футбольный клуб „Челси“ является одним из ведущих борцов против антисемитизма в европейском футболе. Клуб проводит широкомасштабную просветительскую деятельность как среди болельщиков, так и в сети школ, с которой он сотрудничает в сфере осуществления антирасистской повестки».
Абрамович финансирует программу в Израиле, которая объединяет еврейских и арабских детей на футбольных полях. Ежегодно более 1000 арабских и еврейских детей будут общаться посредством футбола, при этом «Челси» будет финансировать организацию, а персонал клуба будет тренировать местных тренеров. Расширенная программа «Честная игра, ведущая к миру» разрушит барьеры, объединяя общины в Израиле.
В мае 2021 года, по утверждению руководства клуба «Челси», он подвергся беспрецедентным нападкам в социальных сетях: в общей сложности было отправлено почти 3000 сообщений, что совпало с антисемитизмом и расизмом в Великобритании.

## Личная жизнь
Абрамович был женат трижды.
Первая жена — Ольга Юрьевна Лысова (род. 1963 или 1964), уроженка Астрахани; вторая жена — Ирина Вячеславовна Абрамович (Маландина; род. 1967), бывшая стюардесса. От брака с Ириной у Абрамовича пятеро детей: Анна (30 января 1992), Аркадий (14 сентября 1993), Софья (3 апреля 1995), Арина (2001) и Илья (18 февраля 2003).
Абрамович развёлся с Ириной Маландиной в марте 2007 года на Чукотке, по месту регистрации. По заявлению пресс-секретаря губернатора Чукотского АО, бывшие супруги договорились о разделе имущества и о том, с кем останутся их пятеро детей.
Третья супруга — дочь российского предпринимателя еврейского происхождения Александра Борисовича Жукова Дарья Жукова, с которой Абрамович познакомился в 2005 году. От этого брака у Абрамовича двое детей: сын Аарон Александр (5 декабря 2009) и дочь Лея Абрамович (8 апреля 2013). В августе 2017 года пара объявила о «расставании».
В 2022 году появилась информация, что у него есть девушка.

## Заявление на получение вида на жительство в Швейцарии и гражданство Португалии
В июле 2016 года Абрамович подал заявку на вид на жительство в кантоне Вале, удобном для налогообложения месте для успешных бизнесменов, и планировал передать своё налоговое резидентство швейцарскому муниципалитету. Власти Вале с готовностью согласились на запрос и передали заявление в Государственный секретариат по делам миграции Швейцарии для утверждения. Вскоре следователи FedPol выразили подозрения и выступили против запроса, в результате чего в июне 2017 года Абрамович отозвал своё заявление о виде на жительство.
После трёхлетней судебной эпопеи в 2021 году власти Швейцарии сняли с бизнесмена Романа Абрамовича все подозрения.
В начале 2021 года получил гражданство Португалии на основании принятого в 2015 году в Португалии «закона о возвращении», который даёт возможность получить португальское гражданство потомкам сефардских евреев, изгнанных из Португалии в конце XV века, и евреев конверсо. Представитель Абрамовича в декабре 2021 года заявил для СМИ, что Абрамович длительное время изучал свою генеалогию и обнаружил, что часть его предков жила в Португалии, прежде чем была изгнана и оказалась в Гамбурге; связь «была изучена в контексте семейного исследования с помощью раввинов и лидеров общин в нескольких странах». В связи с предоставлением гражданства Португалии в стране в январе 2022 года были начаты расследования — Институтом регистрации и нотариата, а также Прокуратурой Португалии (проводится отделом уголовных расследований Лиссабона). 10 марта 2022 года источник в португальском правительстве сообщил агентству Рейтер, что Абрамович может быть лишён гражданства в зависимости от результатов расследования. Кроме того, сообщалось, что лидер еврейской общины в португальском городе Порту раввин Даниэль Литвак был задержан правоохранительными органами Португалии по подозрению в выдаче ложных документов Абрамовичу и иных преступлениях.

## Награды
- Орден Почёта (3 января 2006) — за большой вклад в социально-экономическое развитие автономного округа (Чукотского)[120]
- Орден Дружбы (12 ноября 2016)
- Наградное оружие — именной 7,65-мм пистолет «вальтер» (2000 год)[121], от руководства Федеральной службы налоговой полиции[122]
- Премия «Человек года» Федерации еврейских общин России (2004)